# Nghiêm Tòng Giản
Nghiêm Tòng Giản (giản thể: 严从简, phồn thể: 嚴從簡) (1529-?), tự Trọng Khả (仲可), hoặc Thiệu Phong (紹峰), quê ở Gia Hưng , Chiết Giang . Ông là một quan lại triều Minh.

## Tiểu sử
Ông đỗ thứ 45 trong kỳ thi tỉnh Chiết Giang, đỗ thứ 76 trong kỳ thi Tiến sĩ hạng tam giáp năm Gia Tĩnh thứ 38 (1559). Ban đầu, ông được bổ nhiệm làm hành nhân ti hành nhân (nhân viên cơ quan ngoại giao).
Tháng 5 năm thứ 44 (1565), ông được chọn làm Công khoa cấp sự trung.
Năm thứ 45 (1566), ông dâng sớ xin: "Lệnh kiểm tra lại số lượng thực tế của quân khí, yên cương tại hai cục chuyên trách, cùng với lương thực và thợ thủ công quân dụng. Những người đã bỏ trốn phải truy bắt, người già yếu thì thay thế, kẻ mạo danh, gian lận thì loại bỏ." Tháng 3, ông được thăng làm Hình khoa hữu cấp sự trung. Vào thời điểm đó, giặc mỏ ở Khai Hóa (開化) thuộc Chiết Giang và Đức Hưng (德興) thuộc Giang Tây nổi loạn, cướp bóc các vùng như Trực Lệ, Huệ Châu, Ninh Quốc, thế lực ngày càng mạnh. Tháng Hai, chúng bất ngờ tràn vào huyện Vụ Nguyên (婺源), đốt phá nha môn, cướp bóc lớn rồi rút đi. Cấp sự trung Nghiêm Tòng Giản (嚴從簡) dâng tấu xin gia thêm chức vụ cho Tuần phủ Chiết Giang là Lưu Kỷ (劉幾), giao quyền Tổng đốc quân vụ hai vùng Giang – Trực, trách nhiệm dẹp loạn.
Tháng 10 năm 1566, ông dâng tấu luận tội 2 vị quan khác, cho rằng cả hai đều tầm thường, bất tài, không làm tròn chức trách. Họ bị khiển trách, cách chức.

Năm 1567, đầu thời Minh Mục Tông, xảy ra vụ án giữa Tri huyện Đại Đồng là Chu Khả Tiến (朱可進) đã đánh đập và làm nhục Phụ quốc tướng quân Tuấn Lưu (俊柳). Nghiêm Tòng Giản được nhà vua cử đi điều tra.
Trước đó, Thế tử nước Đại (代王) dâng biểu tố cáo Tri huyện Đại Đồng là Chu Khả Tiến (朱可進) đã đánh đập và làm nhục Phụ quốc tướng quân Tuấn Lưu (俊柳). Tuy nhiên, quan Tuần phủ và Án sát là Trương Chí Hiếu (張志孝), được chiếu chỉ triệu kiến, lại tâu rằng chính các tông thất đã đánh Chu Khả Tiến.
Tiên đế bèn sai Cấp sự trung khoa Hình là Nghiêm Tòng Giản (嚴從簡) đến điều tra. Đến nay, kết quả điều tra cho thấy chính Tuấn Lưu vì tư thù mà vu cáo Chu Khả Tiến đánh đập mình. Sau đó, Phụ quốc tướng quân Tuấn Quá (俊輠), Tuấn Tư (俊𣜰), cùng con trai của Tuấn Lưu là Tăng Phúc (增福) và hàng trăm tông thất khác đã dẫn theo giáo úy, tụ tập đánh Chu Khả Tiến, thậm chí còn tự ý trói lại.
Nghiêm Tòng Giản xin trị tội Tuấn Lưu và những người liên quan, đồng thời điều chuyển Chu Khả Tiến sang huyện khác. Ông cũng tâu rằng các tông thất ở phủ Đại thường xuyên tụ tập tổ chức đại hội, mỗi khi có việc thì kéo đông người, hô hào, lấn át quan lại, ngày càng lộng hành, không thể để kéo dài. Xin ban chiếu cho Thế tử nước Đại phải nghiêm khắc quản thúc tông thất, giải tán các hội họp riêng, không để họ tiếp tục làm càn.

Việc được chuyển xuống bộ Lễ và Đô sát viện bàn nghị. Vì Tuấn Quá và những người khác phạm tội trước kỳ đại xá, nên xin được khoan thứ, còn các giáo úy tham gia thì bị luận tội, sung làm quân biên phòng. Chiếu chuẩn theo lời nghị.
Sau đó, ông bị gài bẫy và giáng chức xuống làm quan huyện Vụ Nguyên. Sau đó, ông được thăng chức làm Đồng Tri ở phủ Lâm Giang và Dương Châu, rồi bị cách chức và trở về quê nhà.
Trích từ 《嘉興府志》 (Sử chí phủ Gia Hưng):
Nghiêm Tòng Giản (嚴從簡), tự là Trọng Khả (仲可), người Gia Hưng. Đỗ tiến sĩ năm Gia Tĩnh kỷ mùi (嘉靖己未, tức năm 1559), được bổ làm hành nhân. Khi có việc tại phủ Lạc An vương, ông được tặng vàng bạc nhưng đều từ chối không nhận.
Sau đó chuyển làm Cấp sự trung khoa Công, phụ trách xưởng chế tạo mũ giáp, kiểm tra nghiêm ngặt, khiến hoạn quan oán ghét. Bị giáng chức làm Đồng tri Dương Châu, rồi từ quan về quê.

Ông là người thuần hậu, chân thành, say mê sách vở, đọc không ngơi nghỉ, vốn không lo việc gia sản, chỉ lấy sự thanh bạch làm gia phong để lại cho con cháu.
Năm thứ hai đời vua Minh Thần Tông, niên hiệu Vạn Lịch (1574), ông bắt đầu viết bộ sách Thù vực chu tư lục gồm 24 quyển, hoàn thành năm 1583. Ngoài ra, Nghiêm Tòng Giản còn viết các sách như An Nam Lai Uy Tập Lược (安南来威辑略), Thi Giáo (诗教), và Sử Chức Văn Hiến Thông Biên (使职文献通编).

## Tác phẩm
- Thù vực chu tư lục
- An Nam Lai Uy Tập Lược (安南来威辑略)
- Thi Giáo (诗教)
- Sử Chức Văn Hiến Thông Biên (使职文献通编)

## Gia đình
Ông cố là Nghiêm Dận Phương, ông nội là Nghiêm Tụy, làm quan huyện. Cha là Nghiêm Ninh, mẹ họ Đào. Cha mẹ đều còn sống. Anh trai là Tòng Tiết làm giám sinh, Tòng Tiền. Các em trai là Tòng Nhã, Tòng Dụ, Tòng Ái, Tòng Tốn.